# Limoniastrum guyonianum
Limoniastrum guyonianum är en triftväxtart som beskrevs av Michel Charles Durieu de Maisonneuve och Pierre Edmond Boissier. Limoniastrum guyonianum ingår i släktet Limoniastrum och familjen triftväxter. Inga underarter finns listade i Catalogue of Life.